# جایزه یادبود تئودور استورجن
جایزه یادبود تئودور استورجن جایزه ای است که سالانه به نویسندهٔ بهترین داستان کوتاه انگلیسی که در سال جاری چاپ شده‌است اهدا می‌شود. این جایزه برای یاد بود تئودور استورجن از سوی مرکز پژوهش علمی تخیلی دانشگاه کانزاس فراهم شده‌است. مشابه این جایزه، جایزه کمبل است که برای بهترین رمان انگلیسی داده می‌شود.
جایزهٔ یادبود تئودور استورجن نخستین بار در سال ۱۹۸۷ اهدا شد.